# Statek wodny

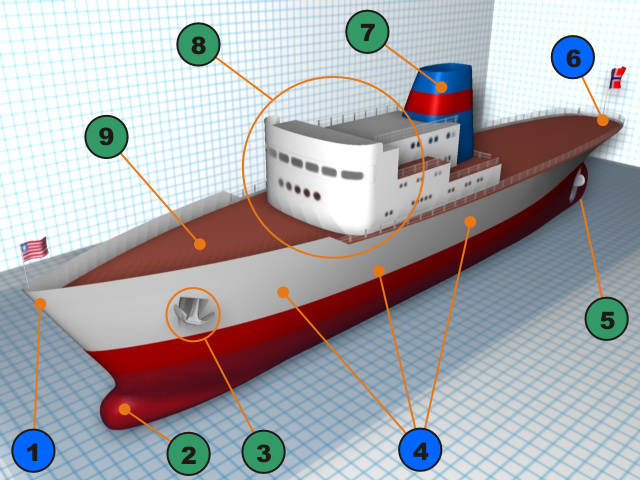
Główne elementy statku:
1 – dziób
2 – gruszka dziobowa, przedłużenie kilu przed dziobnicę
3 – kluza kotwiczna i kotwica
4 – burta
5 – śruba napędowa i płetwa steru
6 – rufa
7 – komin
8 – nadbudówka
9 – pokład

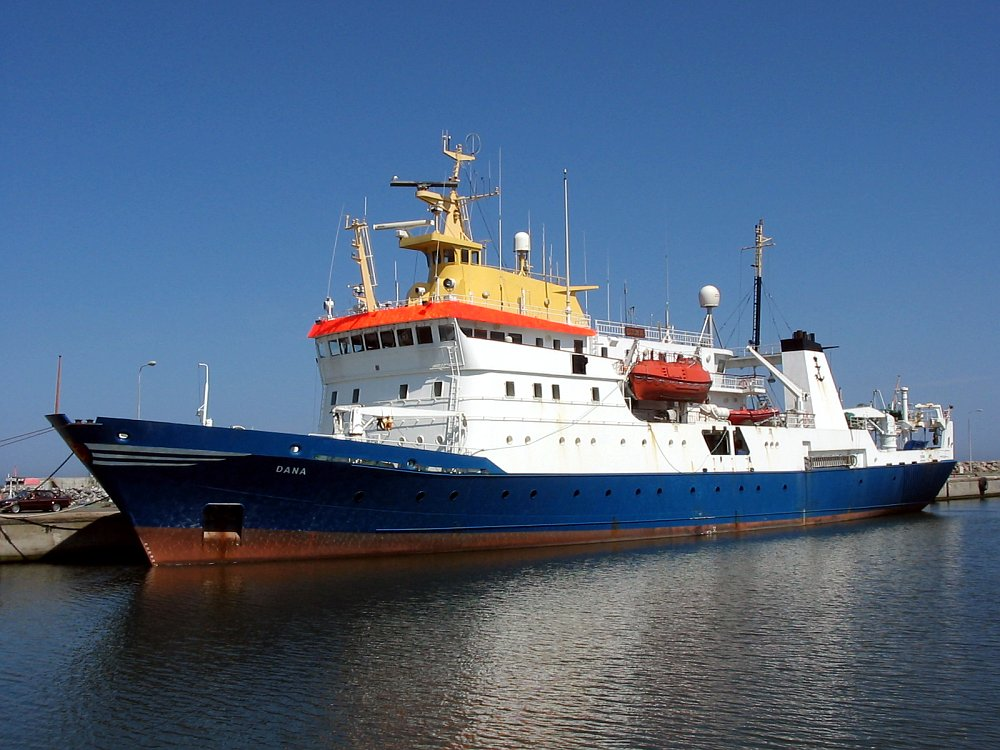
Statek badawczy „Dana”

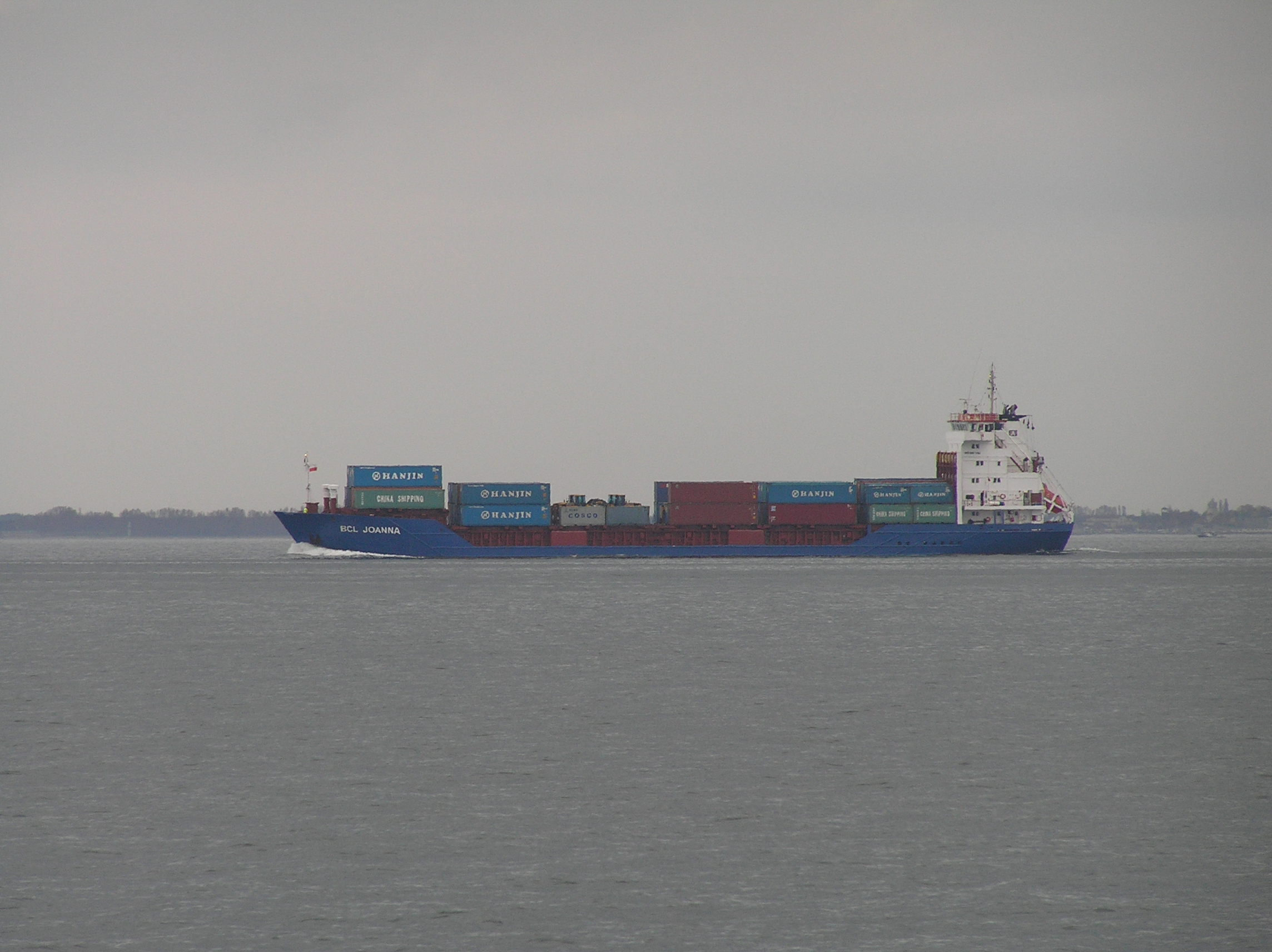
Kontenerowiec MS „BCL Joanna”

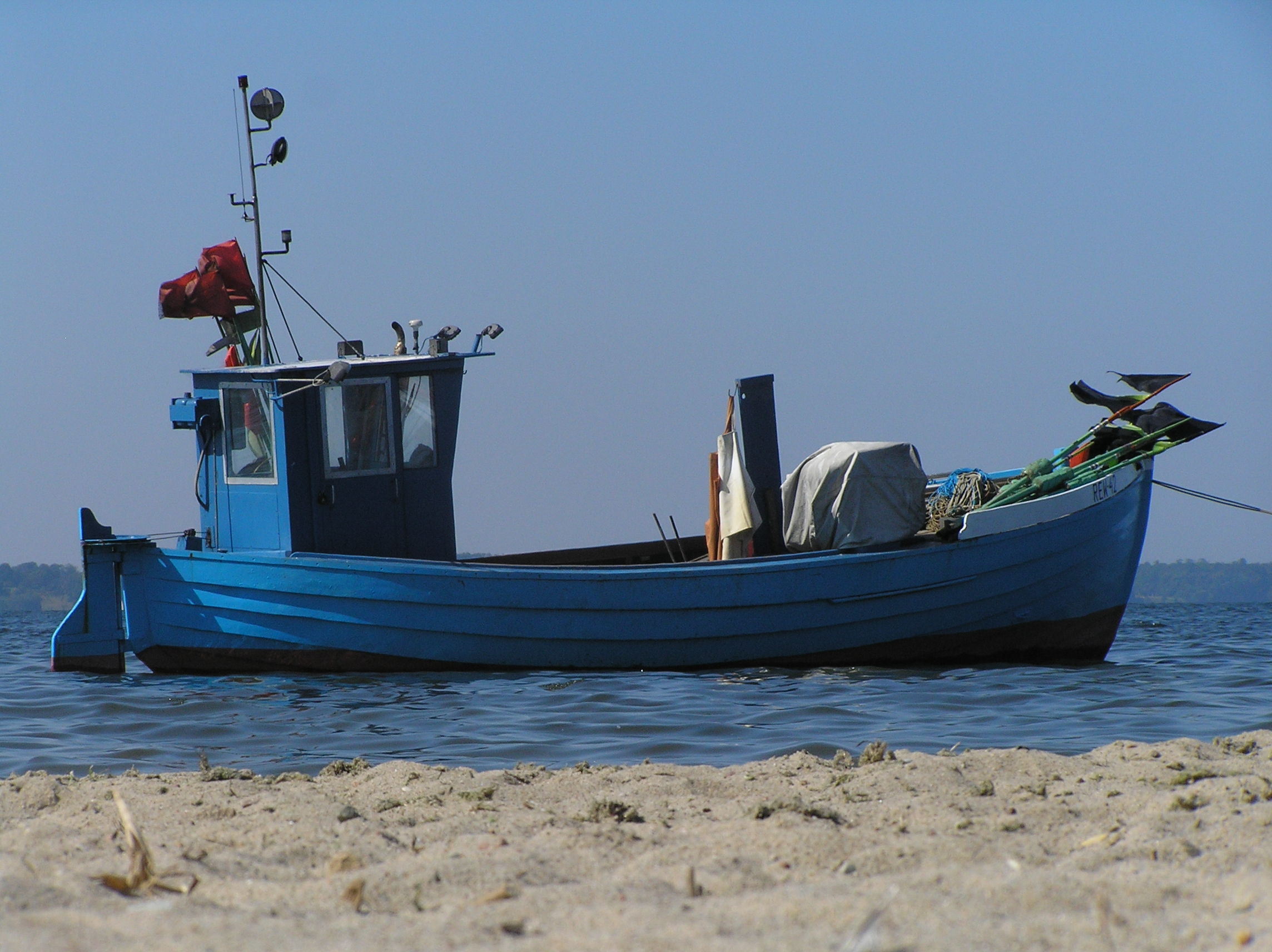
Łódź rybacka REW-42

Statek (wodny) – jednostka pływająca o własnym napędzie, przystosowana do przewozu ludzi i towarów. Pod pojęciem tym zwykle rozumie się konstrukcje o większych gabarytach, zdolne do pokonywania większych akwenów, często (choć niekoniecznie) otwartego morza, w odróżnieniu od łodzi.
Duże statki morskie potocznie nazywane są okrętami. Statki wykorzystywane w celach wojskowych nazywane są, niezależnie od wielkości, okrętami lub okrętami wojennymi.

## Historia słowa
Udokumentowane użycie słowa „statek” w polszczyźnie nastąpiło w 1595. Upowszechnienie się w znaczeniu jednostki pływającej nastąpiło w XVII wieku, a wywodzi się od słowa oznaczającego naczynie.

## Definicja w polskim prawie
Według ustawy Kodeks morski, statkiem morskim jest każde urządzenie pływające przeznaczone lub używane do żeglugi morskiej. Według zaś ustawy o żegludze śródlądowej statkiem jest urządzenie pływające o napędzie mechanicznym lub bez napędu mechanicznego, w tym również prom, wodolot i poduszkowiec, przeznaczone lub używane na śródlądowych drogach wodnych do:
a) przewozu osób lub rzeczy,
b) pchania lub holowania,
c) inspekcji, nadzoru nad bezpieczeństwem ruchu żeglugowego lub szkolenia,
d) ratowania życia lub mienia,
e) połowu ryb,
f) wykonywania prac technicznych, utrzymania szlaków żeglugowych lub eksploatacji złóż kruszyw,
g) uprawiania sportu lub rekreacji,
h) celów mieszkalnych, biurowych, gastronomicznych, hotelowych lub warsztatowych, a także jako przystanie pływające, doki lub zakłady kąpielowe.

## Rodzaje statków

### Podział ze względu na wykorzystywane akweny
Podstawowy podział wyróżnia statki śródlądowe i morskie.

### Podział ze względu na zanurzenie
Statki wodne dzieli się na statki nawodne, których siła wyporu wody jest zawsze większa od ich ciężaru całkowitego (własnego i ładunku), oraz statki podwodne, które mogą czasowo zanurzać się całkowicie pod powierzchnię wody na wybraną głębokość poprzez regulację ciężaru statku za pomocą napełniania wodą lub opróżniania zbiorników balastowych.

### Podział ze względu na napęd
Ze względu na rodzaj napędu, statki wodne dzieli się na:
- statki wiosłowe – poruszane za pomocą wioseł,
- statki żaglowe (żaglowce) – poruszane energią wiatru,
- statki o napędzie mechanicznym – silnikowe i turbinowe, a te dzieli się dalej ze względu na rodzaj pędnika na:
  - statki o napędzie łopatkowym,
  - statki o napędzie śrubowym,
  - statki o napędzie strumieniowym.

### Podział ze względu na liczbę kadłubów
Ze względu na liczbę kadłubów statki dzieli się na:
- jednokadłubowe,
- dwukadłubowe (katamaran),
- trójkadłubowe (trimaran),
- czterokadłubowe (quadramaran).

### Podział ze względu na przeznaczenie lub charakter pracy
Kodeks morski najogólniej dzieli statki morskie na:
- statki handlowe (przeznaczone lub używane do prowadzenia działalności gospodarczej, w szczególności do: przewozu ładunku lub pasażerów, rybołówstwa morskiego lub pozyskiwania innych zasobów morza, holowania, ratownictwa morskiego, wydobywania mienia zatopionego w morzu, pozyskiwania zasobów mineralnych dna morza oraz zasobów znajdującego się pod nim wnętrza Ziemi),
- statki naukowo-badawcze,
- statki używane do celów sportowych lub rekreacyjnych,
- statki pełniące specjalną służbę państwową (w szczególności statki: hydrograficzne, dozorcze, pożarnicze, telekomunikacyjne, celne, sanitarne, szkolne, pilotowe, statki używane wyłącznie do ratowania życia na morzu lub do łamania lodów),
- jednostki pływające Marynarki Wojennej, Straży Granicznej oraz Policji[8].

Ze względu na charakter pracy/przeznaczenie statki dzieli się między innymi na:
- statki handlowe:
  - towarowe (frachtowce),
  - pasażerskie.
- statki zaopatrzenia,
- statki rybackie,
- statki przetwórnie (rybackie, przemysłowe),
- statki służb państwowych,
- statki służb portowych,
- statki przeznaczone do celów mieszalnych i/lub magazynowych (hulki),
- statki wojenne – okręty (dzisiejsze zróżnicowanie znaczeniowe statek : okręt jest wtórne[10]),
- statki sportowe,
- inne.

### Cywilne i wojskowe
Podział statków wodnych na cywilne, zwane po prostu statkami, oraz wojskowe, czyli okręty jest stosunkowo nowy i sięga początków XX wieku. Wcześniej można było je stosować wymiennie, choć termin okręt odnoszono do statków o większych gabarytach lub po prostu morskich. W trakcie prac Komisji Terminologicznej nad pierwszym polskim słownikiem morskim doszło do zróżnicowania znaczeniowego słów statek i okręt. Choć nadal podawano je jako synonimy, to wyraźnie zaznaczono, że okręt używa się przeważnie w znaczeniu jednostki pływającej należącej do marynarki wojennej. Słowu statek nadano znaczenie nadrzędne co znalazło odzwierciedlenie w samym tytule pierwszego zeszytu słownika ("Statki i teorja statków"). Tym samym wszelkie występujące dziś terminy pochodne od słowa okręt, a obejmujące całościowo statki wodne, oddzieliły się od swojego źródłosłowu. Dla przykładu okrętownictwem nazywa się ogólnie cały dział techniki dotyczący budowy wszystkich statków wodnych, a nie tylko okrętów.